# Liběšice u Litoměřic

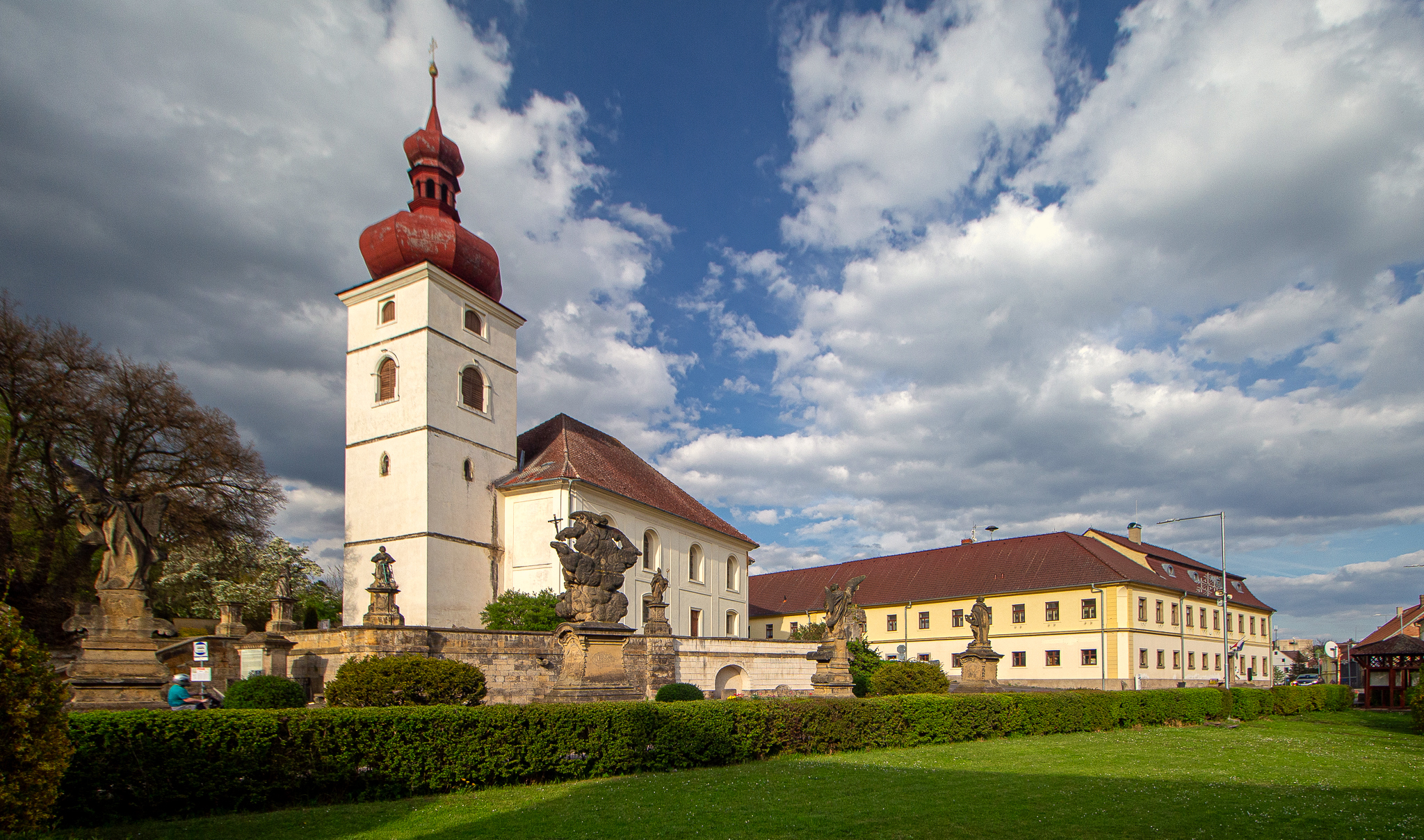
Kirche Mariä Himmelfahrt

Liběšice (deutsch Liebeschitz) ist eine Gemeinde in Tschechien. Sie liegt zwölf Kilometer nordöstlich von Litoměřice im Böhmischen Mittelgebirge und gehört zum Okres Litoměřice.

## Geographie
Liběšice liegt südlich des Sedlo im Quellgebiet des Studený potok. Durch Liběšice führt die Staatsstraße 15 von Litoměřice nach Úštěk (Auscha), die sich im Ort mit der 240 zwischen Verneřice (Wernstadt) und Roudnice nad Labem (Raudnitz) kreuzt. Liběšice liegt an der Eisenbahnstrecke Lovosice – Česká Lípa und besitzt einen Bahnhalt.
Nachbarorte sind Trnobrany (Trnobrand) im Norden, Zimoř (Simmer) im Nordosten, Lhota (Olhotta) und Tetčiněves (Tetschendorf) im Osten, Lada (Laden) im Südosten, Břehoryje (Brehor) und Chotiněves (Kuttendorf) im Süden, Horní Řepčice (Ober Repsch) im Südwesten, Dolní Chobolice (Nieder Koblitz) im Westen sowie Horní Chobolice (Ober Koblitz) im Nordwesten.

## Geschichte
Erstmals urkundlich erwähnt wurde Liběšice im Jahre 1057 bei der Gründung des Kollegiatkapitels bei St. Stephan in Leitmeritz durch Herzog Spytihněv II. 1239 überließ König Wenzel I. Liběšice dem Kloster Kladruby. Für das Jahr 1282 ist ein Protívec von Liběšice als Besitzer des befestigten Herrensitzes am Ort belegt. Die Herren von Ronow, denen Liběšice seit 1319 gehörte, bauten diesen zur Burg aus. Während der Hussitenkriege bemächtigte sich Siegmund Wartenberg auf Litaisch eines kleinen Teils des Ortes.
1457 verkauften die Ronow Liebeschitz an die Berka von Dubá, denen Heinrich von Rabenstein und von 1487 bis 1520 die Gutstein-Wrtba folgten. Danach gehörte es dem Prager Burghauptmann Karl Dubanský von Duban, der Pitschkowitz an die Herrschaft Liebeschitz anschloss. Die Dubanský erweiterten Liebeschitz zu einer großen Herrschaft und ließen die Burg zum Renaissanceschloss umbauen. 1540 erlangten sie von den Wartenberg auch deren Herrschaftsanteil zurück. 1571 erlosch die männliche Linie der Dubanský und die Herrschaft fiel an deren Erbinnen. Nach dem Tode der ledigen Anna Dubanská fiel das Erbe der Familie 1617 an den Besitzer der Herrschaft Auscha, Georg Wilhelm Sezimov von Sezimovo Ústí (Alttabor). Dessen Besitz wurde nach der Schlacht am Weißen Berg 1620 konfisziert.
1621 überließ Kaiser Ferdinand II. die Herrschaft Liebeschitz mit Sezimovs beschlagnahmten Gütern Gießdorf, Tetschendorf, Wernstadt, Lewin und Rochow sowie einen Teil der Herrschaft Auscha dem Prager Clementinum. Den anderen Teil erhielten die Leitmeritzer Jesuiten, von denen es ebenfalls an das Clementinum gelangte. Dadurch reichte die Herrschaft Liebeschitz von den nördlichen Ausläufern des Gebirges bis nach Raudnitz.
Die Bewohner des Dorfes lebten vom Hopfen- und Obstbau. Daneben ließen die Jesuiten eine große Lohgerberei errichten, deren Erzeugnisse bis in die Niederlassungen des Ordens in Paraguay geliefert wurden. 1679 hielt sich der Ordensangehörige Bohuslav Balbin in Liběšice auf. 1680 kam es zu einem Bauernaufstand unter Führung des Richters Slabý-Fryč aus Wrbitz. Nach der Niederschlagung des Aufstands brachen eine Hungersnot und die Beulenpest aus. Auf dem Pestfriedhof des Ortes wurde eine Kapelle des hl. Franz Xaver errichtet.
Während des Österreichischen Erbfolgekrieges plünderten mehrere Söldnertruppen 1742 die Herrschaft. Im Zuge der Josephinischen Reformen und der Auflösung des Jesuitenordens wurde deren Besitz 1773 dem Religionsfonds übergeben. 1838 erwarb der Eigentümer von Raudnitz, Ferdinand von Lobkowitz auf Enzowan, die Herrschaften Liebeschitz und Auscha.
Nach der Aufhebung der Patrimonialherrschaften bildete Liebeschitz eine selbstständige Gemeinde. 1871 verkauften die Lobkowitz das Schloss und den zugehörigen Grundbesitz an den Braunauer Textilindustriellen Josef von Schroll. Er ließ das Schloss 1873 zu einem Familiensitz umbauen. 1898 erhielt der Ort mit der Aufnahme des Zugverkehrs auf der Nordböhmischen Transversalbahn einen Eisenbahnanschluss. Am 31. Jänner 1909 wurde Liebeschitz durch Kaiser Franz Joseph I. zum Markt erhoben. 1930 hatte der Ort 770 Einwohner, von denen 738 Deutsche waren. Nach dem Ende des Zweiten Weltkriegs wurden die deutschen Bewohner vertrieben und die Industriellenfamilie Schroll durch die Tschechoslowakei enteignet. Im Schlossgebäude wurde 1945 ein Waisenhaus errichtet, griechische Bürgerkriegsflüchtlinge und Kinder aus Nordkorea fanden eine Unterkunft, schließlich beherbergte es ein Altersheim und die Bausubstanz begann zu verfallen. 1985 erfolgte die Verwendung des Schlosses als Landesanstalt für geistig Behinderte.

## Gemeindegliederung
Die Gemeinde Liběšice besteht aus den Ortsteilen Dolní Chobolice (Nieder Koblitz), Dolní Nezly (Nieder Nösel), Dolní Řepčice (Nieder Repsch), Horní Chobolice (Ober Koblitz), Horní Nezly (Ober Nösel), Jeleč (Geltschhäuseln), Klokoč (Klokotschhäusel), Lhotsko (Hutzke), Liběšice (Liebeschitz), Mladé (Mladey), Nová Vesnička (Neuhäusel), Soběnice (Sobenitz), Srdov (Zierde), Trnobrany (Trnobrand) und Zimoř (Simmer). Grundsiedlungseinheiten sind Dolní Chobolice, Dolní Nezly, Dolní Řepčice, Horní Chobolice, Horní Nezly, Jeleč, Klokoč, Lhotsko, Liběšice, Mladé, Soběnice, Srdov, Trnobrany und Zimoř.
Das Gemeindegebiet gliedert sich in die Katastralbezirke Dolní Chobolice, Horní Chobolice, Horní Nezly, Liběšice u Litoměřic, Mladé, Soběnice, Srdov, Trnobrany und Zimoř.

## Sehenswürdigkeiten

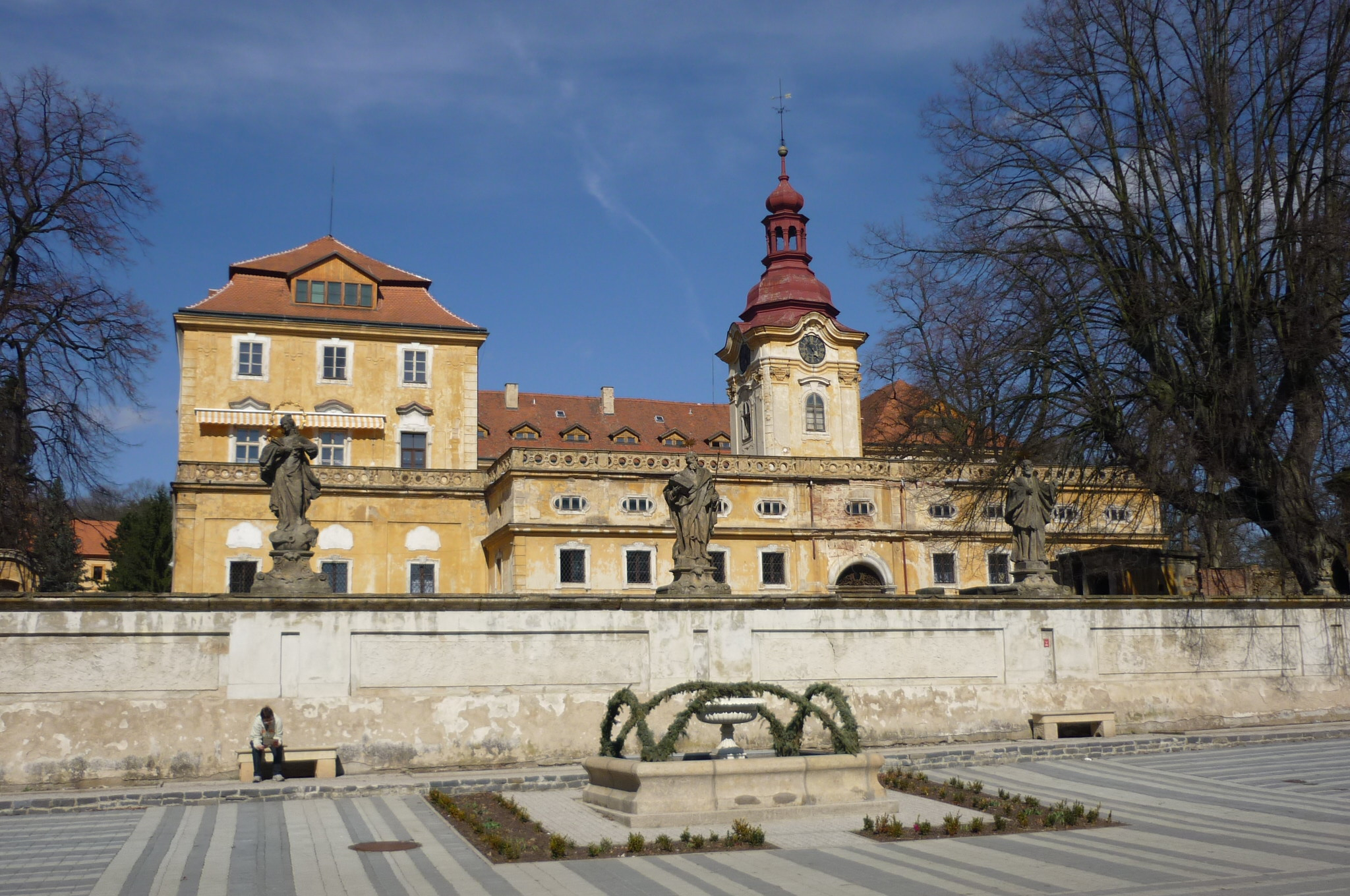
Schloss Liběšice/Liebeschitz

- Das Schloss Liběšice mit der Schlosskapelle des hl. Alois entstand zwischen 1738 und 1752 nach Plänen von Kilian Ignaz Dientzenhofer. Es ist von einem Park mit einer Orangerie umgeben.
- Die Pfarrkirche Mariae Himmelfahrt wurde 1813–1816 errichtet. Der Turm stammt aus dem Jahre 1589
- Pestfriedhof mit Friedhofskapelle des hl. Franz Xaver, 1687 vermutlich von Octavio Broggio errichtet
- Statue des hl. Sebastian
- Kapelle in Dolní Chobolice, errichtet 1855
- Kapelle in Dolní Řepčice
- Kapelle des hl. Josef auf dem Hradec bei Lhotsko, errichtet 1881 als Mausoleum der Familie Schroll
- Barocke Kirche St. Peter und Paul in Soběnice, erbaut 1693–1698 durch Giulio Broggio
- Schrotholz- und Fachwerkbauten

## Söhne und Töchter der Gemeinde
- Hroznata, der Heilige stammt vermutlich aus Soběnice, in einer Schrift von 1197 wurde er als Besitzer des Ortes genannt und Soběnice war zu dieser Zeit sein Sitz